# Live at the Philharmonic
A Live at the Philharmonic Kris Kristofferson koncertalbuma amelyet a Monument Records adott ki 1992-ben. Koncert az Avery Fisher Hall-ban tartották 1972-ben New Yorkban.
A koncert vendégszereplői: Willie Nelson, Rita Coolidge és Larry Gatlin.

## Dalok
1. Late John Garfield Blues (John Prine) – 2:53
2. Jesus Was a Capricorn (Kristofferson) – 1:58
3. Nobody Wins (Kristofferson) – 5:40
4. Jesse Younger (Kristofferson) – 2:35
5. Loving Her Was Easier (Than Anything I'll Ever Do Again) (Kristofferson) – 3:37
6. Late Again (Gettin' over You) (Kristofferson) – 3:39
7. Out of Mind, Out of Sight (Kristofferson, Stephen Bruton) – 3:02
8. Sugar Man (Kristofferson) – 3:48
9. Billy Dee (Kristofferson) – 2:38
10. The Law is for the Protection of the People (Kristofferson) – 2:25
11. For the Good Times (Kristofferson) – 2:17
12. Sunday Morning Coming Down (Kristofferson) – 2:51
13. Okie from Muskogee (Merle Haggard) – 2:06
14. Border Lord (Kristofferson, Bruton, Donnie Fritts) – 3:57
15. Funny How Time Slips Away"/"Night Life (Willie Nelson) – 5:20
16. Me and Paul (Willie Nelson) – 2:49
17. Mountain Dew (Scotty Wiseman) – 2:39
18. The Pilgrim, Chapter 33 (Kristofferson) – 3:04
19. Rainbow Road(Fritts, Dan Penn) – 3:17
20. It Sure Was (Love) (Kristofferson) – 3:36
21. Help Me (Larry Gatlin) – 3:56
22. Me and Bobby McGee (Kristofferson, Foster) – 5:32
23. Whiskey, Whiskey (Tom Ghent) – 3:49

## Munkatársak
- Kris Kristofferson – gitár, ének
- Terry Paul – basszusgitár
- Donnie Fritts – billentyűs hangszerek
- Sammy Creason – dob
- Stephen Bruton – gitár, mandolin
- Mike Utley – szájharmonika

## Külső hivatkozások
- Kristofferson: Egy Zarándok Naplója
- Az Outlaw Country otthona